# Fernand Thiébaut
Fernand Edmond Alphonse Thiébaut (Monceau-sur-Sambre, 1 januari 1855 - Linkebeek, 5 mei 1928) was een Belgisch senator en burgemeester.

## Levensloop
Thiébaut werd mijningenieur en vervulde bestuursmandaten in enkele vennootschappen.
In 1900 werd hij gemeenteraadslid en burgemeester van Monceau-sur-Sambre, een ambt dat hij vervulde tot in augustus 1919.
In november 1918 werd hij katholiek senator voor het arrondissement Charleroi, in opvolging van de in 1914 overleden Amaury Werner de Merode. Hij vervulde dit mandaat tot aan zijn dood.